# Synodontis tanganyicae
Synodontis tanganyicae is een straalvinnige vissensoort uit de familie van de baardmeervallen (Mochokidae). De wetenschappelijke naam van de soort is voor het eerst geldig gepubliceerd in 1936 door Borodin.